# Grenilles

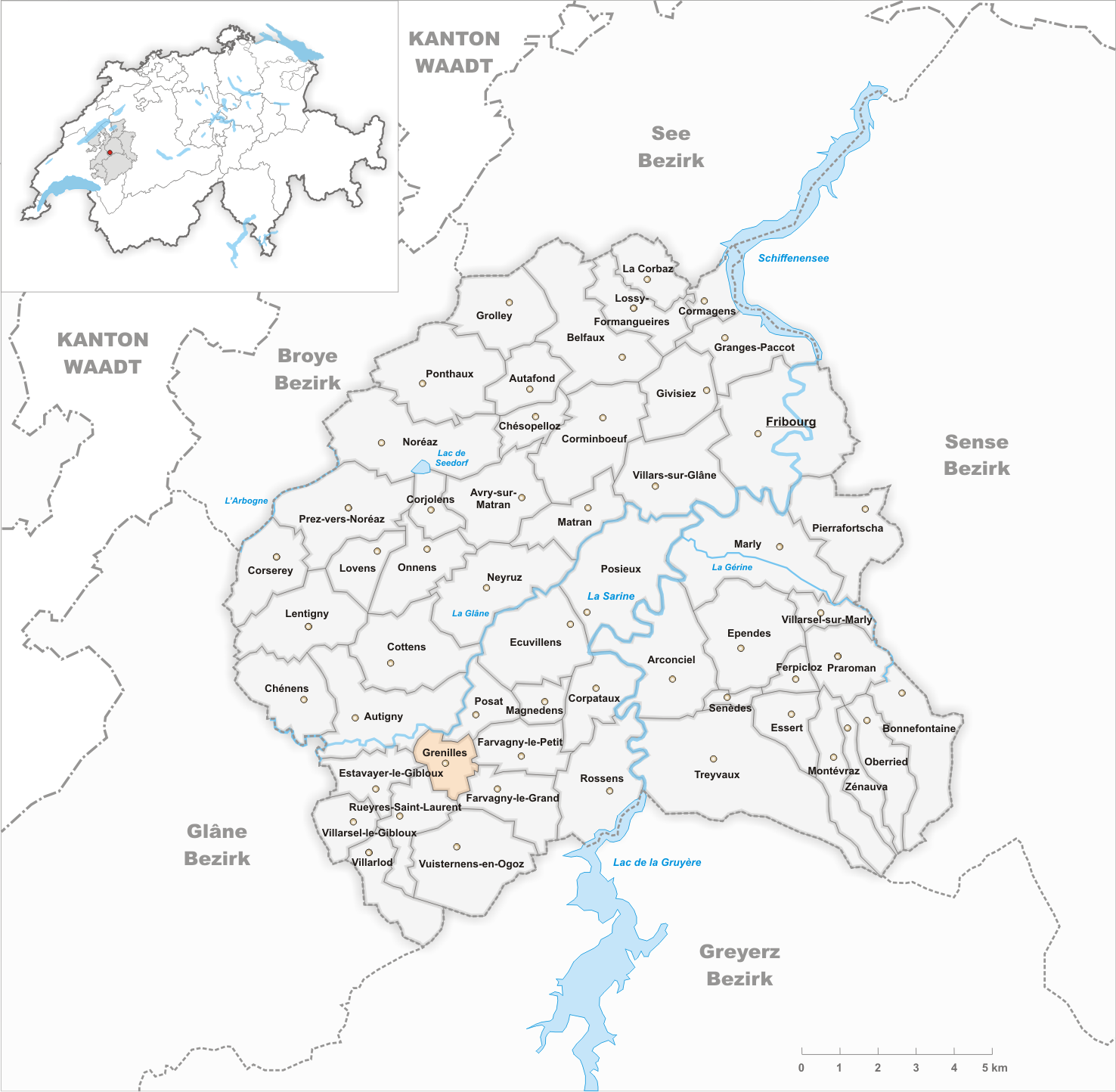
Gemeindestand vor der Fusion am 1. Januar 1996

Grenilles ist eine Ortschaft und früher selbständige politische Gemeinde im District de la Sarine (deutsch: Saanebezirk) des Kantons Freiburg in der Schweiz. Am 1. Januar 1996 fusionierte Grenilles mit Posat, Farvagny-le-Grand und Farvagny-le-Petit zur neuen Gemeinde Farvagny. Seit 2016 gehört das Dorf zur Gemeinde Gibloux.

## Geographie
Grenilles liegt auf 681 m ü. M., zwölf Kilometer südwestlich der Kantonshauptstadt Freiburg (Luftlinie). Das Bauerndorf erstreckt sich leicht erhöht am nördlichen Talhang der Longivue, im Molassehügelland des Freiburger Mittellandes. Die ehemalige Gemeindefläche betrug rund 1,8 km². Das Gebiet wurde im Westen von der Longivue, im Norden von der Glâne begrenzt, die beide tiefe Erosionstäler in die Molasseschichten eingeschnitten haben. Es umfasste auch das Hochplateau von Le Chaney (673 m ü. M.), einen Abschnitt der ehemals moorigen Senke der oberen Longivue und reichte im Südosten bis zum Wald Montban.

## Bevölkerung
Mit 92 Einwohnern (1995) zählte Grenilles vor der Fusion zu den kleinsten Gemeinden des Kantons Freiburg. Zu Grenilles gehören mehrere Einzelhöfe.
Einwohnerzahlen: Volkszählungsdaten

## Wirtschaft
Grenilles lebt noch heute von der Landwirtschaft, insbesondere vom Ackerbau, der Milchwirtschaft und der Viehzucht. Nördlich des Dorfes werden mehrere Kiesgruben ausgebeutet.

## Verkehr
Das Dorf liegt abseits der grösseren Durchgangsstrassen, an einer Verbindungsstrasse von Farvagny-le-Grand nach Villaz-Saint-Pierre. Der nächste Anschluss an die Autobahn A12 (Bern-Vevey) befindet sich rund 3 km vom Ortskern entfernt. Grenilles besitzt von Montag bis Freitag mit einer Buslinie der Transports publics Fribourgeois Anbindung an das Netz des öffentlichen Verkehrs.

## Geschichte
Das Gebiet von Grenilles war schon sehr früh besiedelt, was anhand von Überresten einer Befestigungsanlage aus der Hallstattzeit nachgewiesen werden konnte. Die erste urkundliche Erwähnung des Ortes erfolgte bereits im Jahr 929 unter dem Namen Granecglis; aus dem 12. Jahrhundert ist die Bezeichnung Grenegles überliefert.
Seit dem 12. Jahrhundert oblag die Dorfherrschaft der Adelsfamilie von Grenilles. Durch Kauf kam Grenilles 1483 unter die Herrschaft von Freiburg und wurde der Vogtei Pont-Farvagny zugeordnet. Durch einen Dorfbrand wurden 1563 zahlreiche Häuser in Mitleidenschaft gezogen. Nach dem Zusammenbruch des Ancien Régime (1798) gehörte das Dorf während der Helvetik zum Bezirk Romont und ab 1803 zum Bezirk Farvagny, bevor es 1848 mit der neuen Kantonsverfassung in den Saanebezirk eingegliedert wurde. Grenilles besitzt keine eigene Kirche, es gehört zur Pfarrei Farvagny.
Im Jahr 1995 entschieden sich die Bewohner von Grenilles, Farvagny-le-Grand, Farvagny-le-Petit und Posat für das Zusammengehen ihrer Gemeinden. Damit kam es zur ersten grossen Gemeindefusion im Kanton Freiburg, die auf den 1. Januar 1996 rechtskräftig wurde; die neue Gemeinde erhielt den Namen Farvagny.